# Wesertal
Wesertal est une commune allemande de l'arrondissement de Kyffhäuser, dans le land de Hesse, créée en janvier 2020 par la fusion des communes d'Oberweser et de Wahlsburg.

## Géographie
Wesertal se trouve dans l'extrême nord de la Hesse sur la Weser entre les villes de Hann. Münden et Bad Karlshafen. Le Solling s'élève au nord, le Bramwald au sud-est et la forêt de Reinhard à gauche du Weser. Au nord de la commune, le Schwülme se jette dans la Weser.
La commune Wesertal se compose des quartiers d'Arenborn, Gewissenruh, Gieselwerder, Gottstreu, Heisebeck, Lippoldsberg, Oedelsheim et Vernawahlshausen .
À l'ouest, Wesertal est bordé par la zone sans commune Gutsgebiet Reinhardswald, mais aucune autre commune de Hesse. Les communes voisines se trouvent toutes en Basse-Saxe: au nord Bodenfelde et la zone sans commune de Solling, au nord-est la ville d'Uslar (tout l'arrondissement de Northeim), à l'est Adelebsen (arrondissement de Göttingen) et l'exclave d'Uslar Fürstenhagen et au sud Hann. Münden (arrondissement de Göttingen).

## Histoire
Le 28 octobre 2018, parallèlement aux élections régionales de Hesse, il y a eu un référendum sur une fusion des communes. 70.26% des citoyens d'Oberweser et 74 % des citoyens de Wahlsburg ont voté en faveur d'une fusion. Cela fait de Wesertal la deuxième commune nouvellement formée après Oberzent après la réforme régionale en Hesse dans les années 1970.
La raison de la fusion est la diminution de la population (à Oberweser environ 11%, à Wahlsburg à 15% au cours des dix dernières années), ce qui signifie des coffres municipaux vides avec des coûts d'infrastructure élevés. Les communes avaient déjà fusionné les services financiers, les chantiers et les bureaux d'enregistrement pour réduire les coûts. L'État de Hesse finance le lancement du processus de fusion avec 530 000 euros, et d'autres fonds suivront.
Les noms alternatifs proposés pour la nouvelle commune étaient Oberweser-Wahlsburg, Wahlsweser, Oberweserburg et Oberwesertal.
Le premier maire est l'homme politique du SPD Cornelius Turrey.

## Blasonnement et drapeau
Les armoiries de l'ancienne commune d'Oberweser sont adoptées comme armoiries de la commune de Wesertal. La description se lit comme suit: "En bleu, un lion divisé neuf fois par l'argent et le rouge, tenant un poisson d'or dans ses pattes".
Le drapeau de la municipalité est divisé dans un rapport de 1:3:1 rouge-blanc-rouge et recouvert des armoiries de la municipalité.

## Transports
La commune de Wesertal est située sur la B 80.
Le quartier de Vernawahlshausen dispose d'une gare sur la ligne ferroviaire Göttingen-Bodenfelde.

## Personnalités liées à la ville
- Fritz Grebe (1850-1924), peintre né à Heisebeck.
- Eduard Sievers (1850-1932), linguiste né à Lippoldsberg.
- Hans Grimm (1875-1959), écrivain mort à Lippoldsberg.